# 斯文·尼尔森

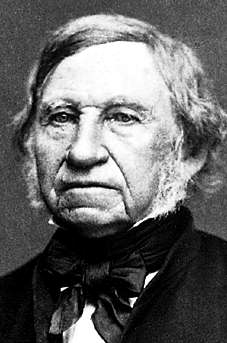
斯文·尼尔森

斯文·尼尔森 (1787年3月8日—1883年12月30日)，瑞典动物学家、考古学家。

## 生平
尼尔森1828-1831年担任瑞典国家自然历史博物馆馆长，1832-1856年任隆德大学自然历史教授，1845-1846年任隆德大学校长。
尼尔森著作很多，出版了许多研究斯堪的纳维亚半岛不同动物群的著作。 他也是一名田野考古学家，并将民族学视角引入考古学。 他1821年进入瑞典皇家科学院。
尼尔森为威廉·亚雷尔的《英国鸟类历史》(1843)担任瑞典鸟类的专家。 亚雷尔记录了尼尔森的话，如"它会侵袭每个房子"，指的就是家麻雀。
约翰·爱德华·格雷1872年为纪念尼尔森，以他的名字命名了一个海龟属——Nilssonia。 斯瓦尔巴群岛上的Sven Nilssonfjellet 山也是以他的名字命名的。

## 尼尔森的著作
- De variis mammalia disponendi modis (1812)
- Ornithologia suecica (1817-1821)
- Prodromus ichthyologiae scandinavicae (1832)
- Observationes ichthyologicae (1835)
- Skandinavisk fauna (1820-1853)
- Historia molluscorum Sueciae (1823)
- Petrificata suecana (1827)
- Illuminerade figurer till skandinavisk fauna (1832-1840)
- Prodromus ichthyologiae (1832)
- The Primitive Inhabitants of the Scandinavian North (1838-1843) - Sven Nilsson describes four stages of culture transition: 1. Hunting and Fishing 2. Pastoralism 3. Agriculture 4. Civilization
- Skandinaviska Nordens urinvånare (1862-1866)
- Die Ureinwohner des skandinavischen Nordens (1863-1868)